# Uncertain Glory
Uncertain Glory is een Amerikaanse oorlogsfilm uit 1944 onder regie van Raoul Walsh. De film werd destijds in Nederland uitgebracht onder de titel Ontsnapt aan de guillotine.

## Verhaal
Tijdens de Tweede Wereldoorlog wordt moordenaar Jean Picard in Parijs naar de guillotine geleid. Doordat er juist dan een luchtaanval plaatsvindt, weet hij zijn executie te ontlopen. Inspecteur Marcel Bonet kan de moordenaar weer vatten. Dan blijkt Picard bereid zichzelf als saboteur aan te geven bij de bezetter.

## Rolverdeling
| Acteur            | Personage                     |
| ----------------- | ----------------------------- |
| Errol Flynn       | Jean Picard / Emil DuPont     |
| Paul Lukas        | Inspecteur Marcel Bonet       |
| Lucile Watson     | Mevrouw Maret                 |
| Faye Emerson      | Louise                        |
| James Flavin      | Kapitein van de mobiele garde |
| Douglas Dumbrille | Commissaris Lafarge           |
| Dennis Hoey       | Pastoor Le Clerc              |
| Sheldon Leonard   | Henri Duval                   |
| Odette Myrtil     | Mevrouw Bonet                 |
| Francis Pierlot   | Pastoor La Borde              |
| Jean Sullivan     | Marianne                      |